# Theset
I Theset sono una band alternative rock canadese formatosi a Victoria, Columbia Britannica nel 2004.

## Formazione
- Martin MacPhail - voce
- Kyle Dark - chitarra
- Jory MacKay - chitarra
- Dean Rode - basso
- Tristan Tarr - batteria

## Discografia

### Album in studio
- The Philosophy of Time Travel (2005)
- Neveroddoreven (2008)
- Monsters (2010)

### Singoli
- 12:34
- The Philosophy of Time Travel
- All We Have (Is This)
- Survive
- Echohead
- Already Know

## Curiosità
- Il brano Neveroddoreven estratto dall'omonimo album è stata inserita come colonna sonora nel film horror ESP² - Fenomeni paranormali.